# Waggoner, Illinois
Waggoner là một làng thuộc quận Montgomery, tiểu bang Illinois, Hoa Kỳ. Năm 2010, dân số của làng này là 266 người.

## Dân số
Dân số qua các năm:
- Năm 2000: 245 người.
- Năm 2010: 266 người.